# Nino Piantamar
Nino Piantamar é cantor, músico e compositor brasileiro. Nasceu no dia 26 de agosto de 1990 em Frutal, Minas Gerais, mudou-se para Uberaba ainda criança e, desde 2014, reside em São Paulo, capital.

## Biografia
O artista começou a carreira fazendo parte de um projeto chamado Gigantes do Rock, com o qual abria os shows e dividia o palco com grandes nomes do Rock Brasileiro, como Badauí, vocalista do CPM 22; Digão, vocalista dos Raimundos; Marcão, guitarrista do Charlie Brown Jr; e Tico Santa Cruz, vocalista do Detonautas. Nesta época, foi destaque na abertura do Festival Batuca Minas, se apresentando para um público de mais de 5 mil pessoas em 2019.
Após 4 anos na estrada com projeto, Nino Piantamar decidiu seguir carreira solo, lançando seu primeiro álbum “Flor & Espinho” no início de 2020, com a participação especial de Landau. No mesmo período, gravou o Programa Showlivre, tocou por algumas cidades e teve que pausar as apresentações ao vivo por conta da pandemia da COVID-19. Durante o isolamento social, foi contemplado pela Lei de Incentivo à Cultura, que proporcionou a produção de um documentário e uma live com as canções do disco, levando Nino Piantamar a ser considerado pelo portal G1 Globo como referência do Rock regional.
Em 2022, assinou com a gravadora Radar Records e lançou segundo álbum chamado “Existência”, que contou com show de lançamento no Teatro Commune no dia 11 de maio, em São Paulo. Atualmente, Nino atingiu seu primeiro 1 milhão de streams no Spotify e foi indicado ao Prêmio Profissionais da Música de 2023 nas categorias de: Melhor Cantor Sudeste e Melhor Artista Rock, se consagrando vencedor desta categoria. 

## Discografia

### “Flor & Espinho (2020)”
Após 4 anos em turnês com os Gigantes do Rock, tocando em diversas cidades e estados do Brasil, Nino Piantamar decidiu investir na estreia sua carreira solo. O primeiro álbum “Flor & Espinho”, começou a ser gravado em agosto de 2019 e foi lançado no dia 28 de janeiro de 2020, através do selo independente Tratore. Produzido por Renato Torrone e Giovane Longo, o álbum é inteiramente autoral, com destaque para a composição de “Essa Paz”, faixa escolhida para iniciar a divulgação do trabalho, lançada como single ainda em 2019.

### “Nino Piantamar no Estúdio Showlivre (Ao Vivo) (2020)”
O ano de 2020 ficou marcado pelo início da pandemia da COVID-19, fato que interrompeu a turnê de estreia de Nino Piantamar. No dia 5 de março de 2020, uma semana antes do mundo entrar em quarentena, o cantor se apresentou com banda ao vivo no Estúdio Showlivre, que atua como um dos principais divulgadores da música brasileira, produzindo apresentações ao vivo de artistas de todos os estilos musicais. O álbum extraído dessa apresentação foi lançado nos perfis do cantor nas plataformas digitais no dia 14 de abril de 2020, pelo selo Showlivre. A trajetória do artista foi destaque na revista Personalità, na qual Nino Piantamar foi capa em 2021.

### “Existência (2022)”
O período de isolamento social foi essencial para a criação e produção do segundo trabalho autoral de Nino Piantamar. O álbum “Existência” foi lançado em 29 de abril de 2022, com 9 faixas autorais, compostas durante o hiato de shows. O projeto contou com o cantor e compositor Landau na gravação das baterias e nos vocais da faixa “Mil Vozes”, em parceria com Nino. Gravado em São Paulo no Estúdio Costella entre setembro de 2021 a janeiro de 2022, o álbum foi produzido por Alexandre Capilé, produtor atuante no mercado da música brasileira há mais de 25 anos, à frente das bandas Sugar Kane, Camarones Orquestra Guitarrística e Water Rats.

### “Nino Piantamar - Ao Vivo em São Paulo (2023)”
Nino Piantamar se prepara para a gravação de seu primeiro DVD. O registro do show “Ao Vivo em São Paulo” será realizado no dia 14 de setembro, no Teatro Jardim Sul, no bairro Vila Andrade da capital paulista. O artista apresentará no repertório as melhores faixas dos álbuns “Flor & Espinho” (2020) e “Existência” (2022), além de músicas inéditas, e contará com as participações de Gabriel Thomaz e Yohan Kisser. Além de Nino nos vocais e na guitarra, a banda será composta por Daniel Bianch na bateria, Johnny na guitarra e Cyro Cabanas no baixo.

## Videografia

### “Nino Piantamar Cultura Session” (2021)
"Nino Piantamar Cultura Session" é o audiovisual Contemplado pela Lei Aldir Blanc, a partir dos editais da Fundação Cultural Professor Antônio Carlos Marques, para fomento e auxílio aos artistas duramente atingidos pelas restrições aos eventos durante o período da pandemia de COVID-19. O documentário sobre a trajetória de Nino Piantamar foi lançado no dia 24 de fevereiro de 2021, no canal do artista no Youtube, com produção realizada pela Ancora Filmes, gravação por Don't Be Square, produção musical de Eduardo Okazawara, direção geral de Sandrow Almeidan e produção executiva assinada por Malu Ferreira. Além de músicas, "Nino Piantamar Cultura Session" também apresenta depoimentos sobre a difícil situação que a classe artística enfrentou no início da pandemia. Além de Nino Piantamar se apresentando nos vocais e na guitarra, a banda que o acompanhou é composta por Rodrigo Dias (bateria), Gustavo Viana (baixo) e Júnior Godoy (guitarra). O audiovisual foi uma das estratégias para divulgar o álbum “Flor & Espinho”, que teve sua turnê cancelada devido à pandemia.

### Videoclipes
- “My Girl” (2023)

- “Meus Defeitos” (2022)

- “Essa Paz” (2020)

## Prêmios e indicações
| Ano  | Prêmio                         | Categoria             | Resultado | Ref.  |
| ---- | ------------------------------ | --------------------- | --------- | ----- |
| 2023 | Prêmio Profissionais da Música | Melhor Artista Rock   | Venceu    | [ 5 ] |
| 2023 | Prêmio Profissionais da Música | Melhor Cantor Sudeste | Indicado  | [ 5 ] |